# Мордовско-Маскинские Выселки
Мордовско-Маскинские Выселки — село в Ельниковском районе Мордовии, центр Мордовско-Маскинского сельского поселения.

## История
Основано в годы столыпинской реформы переселенцами из села Мордовское Маскино.

## Население
| 2002 | 2010 |
| ---- | ---- |
| 172  | ↘148 |

Национальный состав
Согласно результатам Всероссийской переписи населения 2002 года, в национальной структуре населения мордва-мокша составляли 93 %.